# Liste der Nummer-eins-Hits in Deutschland (1981)
Diese Liste enthält alle Nummer-eins-Hits in Deutschland im Jahr 1981. Es gab in diesem Jahr zwölf Nummer-eins-Singles und 15 Nummer-eins-Alben.

## Singles
| ← 1980 ← | Liste der Nummer-eins-Hits in Deutschland | Liste der Nummer-eins-Hits in Deutschland | Liste der Nummer-eins-Hits in Deutschland                                               | 1982 →                    |
| \| Zeitraum \| Wo. ges. \| Interpret \| Titel Autor(en) \| Zusätzliche Informationen \| \| (Zeitraum, Wochen auf Platz eins, Interpret, Titel, Autor[en], zusätzliche Informationen) \| \| \| \| \| \| ----------------------------------------------------------------------------------------- \| -------- \| ----------------------------------- \| --------------------------------------------------------------------------------------- \| ------------------------- \| \| 22. Dezember 1980 – 4. Januar 1981 2 Wochen (insgesamt 5) \| 5 \| ABBA \| Super Trouper Benny Göran Bror Andersson, Björn K. Ulvaeus \| – \| \| 5. Januar 1981 – 11. Januar 1981 1 Woche (insgesamt 3) \| 3 \| Barbra Streisand \| Woman in Love Barry Alan Gibb, Robin Hugh Gibb \| – \| \| 12. Januar 1981 – 1. Februar 1981 3 Wochen (insgesamt 5) \| 5 \| ABBA \| Super Trouper Benny Göran Bror Andersson, Björn K. Ulvaeus \| – \| \| 2. Februar 1981 – 8. März 1981 5 Wochen \| 5 \| Frank Duval & Orchestra \| Angel of Mine Musik: Uwe Frank Duval; Text: Kalina Maloyer \| – \| \| 9. März 1981 – 19. April 1981 6 Wochen (insgesamt 7) \| 7 \| Visage \| Fade to Grey Christopher John Payne, Midge Ure, Billy Currie \| – \| \| 20. April 1981 – 3. Mai 1981 2 Wochen (insgesamt 3) \| 3 \| Joe Dolce Music Theatre \| Shaddap You Face Joseph Dolce \| – \| \| 4. Mai 1981 – 10. Mai 1981 1 Woche (insgesamt 7) \| 7 \| Visage \| Fade to Grey Christopher John Payne, Midge Ure, Billy Currie \| – \| \| 11. Mai 1981 – 17. Mai 1981 1 Woche (insgesamt 3) \| 3 \| Joe Dolce Music Theatre \| Shaddap You Face Joseph Dolce \| – \| \| 18. Mai 1981 – 24. Mai 1981 1 Woche \| 1 \| Phil Collins \| In the Air Tonight Phillip David Charles Collins \| – \| \| 25. Mai 1981 – 12. Juli 1981 7 Wochen \| 7 \| Stars on 45 \| Stars on 45 Jacobus Eggermont, Martinus Duiser \| – \| \| 13. Juli 1981 – 30. August 1981 7 Wochen \| 7 \| Kim Carnes \| Bette Davis Eyes Sharon Lee Myers, Donna Terry Weiss \| – \| \| 31. August 1981 – 25. Oktober 1981 8 Wochen \| 8 \| Electronica’s \| Dance Little Bird Johnny Hoes, Louis van Rijmenant, Werner Thomas \| – \| \| 26. Oktober 1981 – 22. November 1981 4 Wochen \| 4 \| Fred Sonnenschein und seine Freunde \| Ja, wenn wir alle Englein wären Musik: Werner Thomas; Text: Renee Marcard, Frank Zander \| – \| \| 23. November 1981 – 6. Dezember 1981 2 Wochen \| 2 \| Soft Cell \| Tainted Love Edward C. Cobb \| – \| \| 7. Dezember 1981 – 3. Januar 1982 4 Wochen (insgesamt 9) \| 9 \| Gottlieb Wendehals \| Polonäse Blankenese Musik: Werner Böhm Thorn; Text: Michael Jud, Werner Böhm Thorn \| – \| |                                           |                                           |                                                                                         |                           |
| ← 1980 |                                           |                                           |                                                                                         | → 1982 →                  |
| Zeitraum | Wo. ges.                                  | Interpret                                 | Titel Autor(en)                                                                         | Zusätzliche Informationen |
| (Zeitraum, Wochen auf Platz eins, Interpret, Titel, Autor[en], zusätzliche Informationen) |                                           |                                           |                                                                                         |                           |
| 22. Dezember 1980 – 4. Januar 1981 2 Wochen (insgesamt 5) | 5                                         | ABBA                                      | Super Trouper Benny Göran Bror Andersson, Björn K. Ulvaeus                              | –                         |
| 5. Januar 1981 – 11. Januar 1981 1 Woche (insgesamt 3) | 3                                         | Barbra Streisand                          | Woman in Love Barry Alan Gibb, Robin Hugh Gibb                                          | –                         |
| 12. Januar 1981 – 1. Februar 1981 3 Wochen (insgesamt 5) | 5                                         | ABBA                                      | Super Trouper Benny Göran Bror Andersson, Björn K. Ulvaeus                              | –                         |
| 2. Februar 1981 – 8. März 1981 5 Wochen | 5                                         | Frank Duval & Orchestra                   | Angel of Mine Musik: Uwe Frank Duval; Text: Kalina Maloyer                              | –                         |
| 9. März 1981 – 19. April 1981 6 Wochen (insgesamt 7) | 7                                         | Visage                                    | Fade to Grey Christopher John Payne, Midge Ure, Billy Currie                            | –                         |
| 20. April 1981 – 3. Mai 1981 2 Wochen (insgesamt 3) | 3                                         | Joe Dolce Music Theatre                   | Shaddap You Face Joseph Dolce                                                           | –                         |
| 4. Mai 1981 – 10. Mai 1981 1 Woche (insgesamt 7) | 7                                         | Visage                                    | Fade to Grey Christopher John Payne, Midge Ure, Billy Currie                            | –                         |
| 11. Mai 1981 – 17. Mai 1981 1 Woche (insgesamt 3) | 3                                         | Joe Dolce Music Theatre                   | Shaddap You Face Joseph Dolce                                                           | –                         |
| 18. Mai 1981 – 24. Mai 1981 1 Woche | 1                                         | Phil Collins                              | In the Air Tonight Phillip David Charles Collins                                        | –                         |
| 25. Mai 1981 – 12. Juli 1981 7 Wochen | 7                                         | Stars on 45                               | Stars on 45 Jacobus Eggermont, Martinus Duiser                                          | –                         |
| 13. Juli 1981 – 30. August 1981 7 Wochen | 7                                         | Kim Carnes                                | Bette Davis Eyes Sharon Lee Myers, Donna Terry Weiss                                    | –                         |
| 31. August 1981 – 25. Oktober 1981 8 Wochen | 8                                         | Electronica’s                             | Dance Little Bird Johnny Hoes, Louis van Rijmenant, Werner Thomas                       | –                         |
| 26. Oktober 1981 – 22. November 1981 4 Wochen | 4                                         | Fred Sonnenschein und seine Freunde       | Ja, wenn wir alle Englein wären Musik: Werner Thomas; Text: Renee Marcard, Frank Zander | –                         |
| 23. November 1981 – 6. Dezember 1981 2 Wochen | 2                                         | Soft Cell                                 | Tainted Love Edward C. Cobb                                                             | –                         |
| 7. Dezember 1981 – 3. Januar 1982 4 Wochen (insgesamt 9) | 9                                         | Gottlieb Wendehals                        | Polonäse Blankenese Musik: Werner Böhm Thorn; Text: Michael Jud, Werner Böhm Thorn      | –                         |

## Alben
| ← 1980 ← | Liste der Nummer-eins-Alben in Deutschland | Liste der Nummer-eins-Alben in Deutschland | Liste der Nummer-eins-Alben in Deutschland | 1982 →                    |
| \| Zeitraum \| Wo. ges. \| Interpret \| Titel \| Zusätzliche Informationen \| \| (Zeitraum, Wochen auf Platz eins, Interpret, Titel, zusätzliche Informationen) \| \| \| \| \| \| ------------------------------------------------------------------------------ \| -------- \| ---------------------------- \| ------------------------- \| ------------------------- \| \| 29. Dezember 1980 – 4. Januar 1981 1 Woche (insgesamt 2) \| 2 \| Richard Clayderman \| Träumereien 2 \| – \| \| 5. Januar 1981 – 8. März 1981 9 Wochen (insgesamt 11) \| 11 \| Die Schlümpfe \| Hitparade der Schlümpfe \| – \| \| 9. März 1981 – 15. März 1981 1 Woche \| 1 \| Creedence Clearwater Revival \| Hey Tonight \| – \| \| 16. März 1981 – 29. März 1981 2 Wochen (insgesamt 11) \| 11 \| Die Schlümpfe \| Hitparade der Schlümpfe \| – \| \| 30. März 1981 – 5. April 1981 1 Woche \| 1 \| Visage \| Visage \| – \| \| 6. April 1981 – 10. Mai 1981 5 Wochen \| 5 \| Ernst Mosch \| Die größten Erfolge \| – \| \| 11. Mai 1981 – 7. Juni 1981 4 Wochen \| 4 \| Orchester Anthony Ventura \| Die schönsten Melodien 2 \| – \| \| 8. Juni 1981 – 12. Juli 1981 5 Wochen \| 5 \| ABBA \| A wie ABBA \| – \| \| 13. Juli 1981 – 9. August 1981 4 Wochen \| 4 \| Stars on 45 \| Long Play Album \| – \| \| 10. August 1981 – 13. September 1981 5 Wochen \| 5 \| Kim Wilde \| Kim Wilde \| – \| \| 14. September 1981 – 18. Oktober 1981 5 Wochen \| 5 \| ELO \| Time \| – \| \| 19. Oktober 1981 – 8. November 1981 3 Wochen (insgesamt 5) \| 5 \| Electronica’s \| Quietschfidelio \| – \| \| 9. November 1981 – 15. November 1981 1 Woche \| 1 \| Roland Kaiser \| Dich zu lieben \| – \| \| 16. November 1981 – 29. November 1981 2 Wochen (insgesamt 5) \| 5 \| Electronica’s \| Quietschfidelio \| – \| \| 30. November 1981 – 13. Dezember 1981 2 Wochen \| 2 \| Queen \| Greatest Hits \| – \| \| 14. Dezember 1981 – 27. Dezember 1981 2 Wochen \| 2 \| Die Schlümpfe \| Hitparade der Schlümpfe 2 \| – \| \| 28. Dezember 1981 – 31. Januar 1982 5 Wochen \| 5 \| ABBA \| The Visitors \| – \| |                                            |                                            |                                            |                           |
| ← 1980 |                                            |                                            |                                            | → 1982 →                  |
| Zeitraum | Wo. ges.                                   | Interpret                                  | Titel                                      | Zusätzliche Informationen |
| (Zeitraum, Wochen auf Platz eins, Interpret, Titel, zusätzliche Informationen) |                                            |                                            |                                            |                           |
| 29. Dezember 1980 – 4. Januar 1981 1 Woche (insgesamt 2) | 2                                          | Richard Clayderman                         | Träumereien 2                              | –                         |
| 5. Januar 1981 – 8. März 1981 9 Wochen (insgesamt 11) | 11                                         | Die Schlümpfe                              | Hitparade der Schlümpfe                    | –                         |
| 9. März 1981 – 15. März 1981 1 Woche | 1                                          | Creedence Clearwater Revival               | Hey Tonight                                | –                         |
| 16. März 1981 – 29. März 1981 2 Wochen (insgesamt 11) | 11                                         | Die Schlümpfe                              | Hitparade der Schlümpfe                    | –                         |
| 30. März 1981 – 5. April 1981 1 Woche | 1                                          | Visage                                     | Visage                                     | –                         |
| 6. April 1981 – 10. Mai 1981 5 Wochen | 5                                          | Ernst Mosch                                | Die größten Erfolge                        | –                         |
| 11. Mai 1981 – 7. Juni 1981 4 Wochen | 4                                          | Orchester Anthony Ventura                  | Die schönsten Melodien 2                   | –                         |
| 8. Juni 1981 – 12. Juli 1981 5 Wochen | 5                                          | ABBA                                       | A wie ABBA                                 | –                         |
| 13. Juli 1981 – 9. August 1981 4 Wochen | 4                                          | Stars on 45                                | Long Play Album                            | –                         |
| 10. August 1981 – 13. September 1981 5 Wochen | 5                                          | Kim Wilde                                  | Kim Wilde                                  | –                         |
| 14. September 1981 – 18. Oktober 1981 5 Wochen | 5                                          | ELO                                        | Time                                       | –                         |
| 19. Oktober 1981 – 8. November 1981 3 Wochen (insgesamt 5) | 5                                          | Electronica’s                              | Quietschfidelio                            | –                         |
| 9. November 1981 – 15. November 1981 1 Woche | 1                                          | Roland Kaiser                              | Dich zu lieben                             | –                         |
| 16. November 1981 – 29. November 1981 2 Wochen (insgesamt 5) | 5                                          | Electronica’s                              | Quietschfidelio                            | –                         |
| 30. November 1981 – 13. Dezember 1981 2 Wochen | 2                                          | Queen                                      | Greatest Hits                              | –                         |
| 14. Dezember 1981 – 27. Dezember 1981 2 Wochen | 2                                          | Die Schlümpfe                              | Hitparade der Schlümpfe 2                  | –                         |
| 28. Dezember 1981 – 31. Januar 1982 5 Wochen | 5                                          | ABBA                                       | The Visitors                               | –                         |

## Jahreshitparaden
| ← 1980 ← | Liste der Jahres-Nummer-eins-Hits in Deutschland | Liste der Jahres-Nummer-eins-Hits in Deutschland     | Liste der Jahres-Nummer-eins-Hits in Deutschland | 1982 →   |
| \| Singles \| Position# \| Alben \| \| ----------------------------------------------------------------------------------------------------------------------------------------------------------------------- \| --------- \| ---------------------------------------------------- \| \| Dance Little Bird (Ententanz) Electronica’s Johnny Hoes, Louis van Rijmenant, Werner Thomas \| 1 \| QE2 Mike Oldfield \| \| Stars on 45 Jacobus Eggermont, Martinus Duiser \| 2 \| Super Trouper ABBA \| \| Kids in America Kim Wilde Ricky Wilde, Marty Wilde \| 3 \| Double Fantasy John Lennon & Yoko Ono \| \| Fade to Grey Visage Christopher John Payne, Midge Ure, Billy Currie \| 4 \| Revanche Peter Maffay \| \| In the Air Tonight Phil Collins Phillip David Charles Collins \| 5 \| Back in Black AC/DC \| \| Life Is for Living Barclay James Harvest Richard Leslie Holroyd \| 6 \| Zenyattà Mondatta The Police \| \| Lieb’ mich ein letztes Mal Roland Kaiser Musik: Bernd Dietrich, Gerd Günther Grabowski, Siegfried Michalski; Text: Bernd Dietrich, Norbert Hammerschmidt, Roland Kaiser \| 7 \| Face Value Phil Collins \| \| Angel of Mine Frank Duval & Orchestra Musik: Uwe Frank Duval; Text: Kalina Maloyer \| 8 \| The Turn of a Friendly Card The Alan Parsons Project \| \| Hands Up (Give Me Your Heart) Ottawan Jean Joseph Kluger, Daniel Vangarde \| 9 \| Visage \| \| Bette Davis Eyes Kim Carnes Sharon Lee Myers, Donna Terry Weiss \| 10 \| Träumereien 2 Richard Clayderman \| |                                                  |                                                      |                                                  |          |
| ← 1980 |                                                  |                                                      |                                                  | → 1982 → |
| Singles | Position#                                        | Alben                                                |                                                  |          |
| Dance Little Bird (Ententanz) Electronica’s Johnny Hoes, Louis van Rijmenant, Werner Thomas | 1                                                | QE2 Mike Oldfield                                    |                                                  |          |
| Stars on 45 Jacobus Eggermont, Martinus Duiser | 2                                                | Super Trouper ABBA                                   |                                                  |          |
| Kids in America Kim Wilde Ricky Wilde, Marty Wilde | 3                                                | Double Fantasy John Lennon & Yoko Ono                |                                                  |          |
| Fade to Grey Visage Christopher John Payne, Midge Ure, Billy Currie | 4                                                | Revanche Peter Maffay                                |                                                  |          |
| In the Air Tonight Phil Collins Phillip David Charles Collins | 5                                                | Back in Black AC/DC                                  |                                                  |          |
| Life Is for Living Barclay James Harvest Richard Leslie Holroyd | 6                                                | Zenyattà Mondatta The Police                         |                                                  |          |
| Lieb’ mich ein letztes Mal Roland Kaiser Musik: Bernd Dietrich, Gerd Günther Grabowski, Siegfried Michalski; Text: Bernd Dietrich, Norbert Hammerschmidt, Roland Kaiser | 7                                                | Face Value Phil Collins                              |                                                  |          |
| Angel of Mine Frank Duval & Orchestra Musik: Uwe Frank Duval; Text: Kalina Maloyer | 8                                                | The Turn of a Friendly Card The Alan Parsons Project |                                                  |          |
| Hands Up (Give Me Your Heart) Ottawan Jean Joseph Kluger, Daniel Vangarde | 9                                                | Visage                                               |                                                  |          |
| Bette Davis Eyes Kim Carnes Sharon Lee Myers, Donna Terry Weiss | 10                                               | Träumereien 2 Richard Clayderman                     |                                                  |          |